# 英雄帕扁甲
英雄帕扁甲（学名：Passandra heros）也作英雄帕隐颚扁甲，一种鞘翅目昆虫，隶属于捕蠹虫科(帕扁甲科）帕扁甲属，分布于印度、斯里兰卡、东南亚、中国南方、巴布亚新几内亚及澳大利亚等地。